# Bầu cử lập pháp Áo 2017
Cuộc bầu cử lập pháp đã được tổ chức ở Áo vào ngày 15 tháng 10 năm 2017. Đảng Nhân dân Áo (ÖVP) nổi lên như đảng lớn nhất trong Hội đồng Quốc gia, giành 62 trong số 183 ghế. Đảng Dân chủ Xã hội (SPÖ) đứng thứ hai với 52 ghế, một chút phía trước Đảng Tự do Áo (FPÖ), nơi nhận 51 ghế. NEOS đứng thứ tư với 10 ghế, và PILZ (tách ra từ Đảng Xanh vào đầu chiến dịch) lần đầu tiên vào Quốc hội và đứng ở vị trí thứ năm với 8 ghế. Đảng Xanh đã thất bại trong việc vượt qua ngưỡng 4% và bị ra khỏi quốc hội, mất tất cả 24 ghế của họ.
SPÖ đã là đảng lớn nhất sau cuộc bầu cử trước năm 2013, và đã dẫn đầu chính phủ từ năm 2007. Như vậy, 51 ghế của FPÖ là vị trí thứ hai gần nhất mà một bên thứ ba vượt qua cả ÖVP hoặc SPÖ kể từ thế chiến II, chỉ sau trận đấu của họ với ÖVP ghế đếm (và cạnh hẹp trong phiếu bầu) trong cuộc bầu cử năm 1999. Nó cũng đánh dấu lần thứ hai kể từ năm 1966 rằng ÖVP đã là đảng lớn nhất trong Hội đồng Quốc gia.
Lãnh đạo đảng mạnh nhất trong liên minh, nếu có, thường trở thành hiệu trưởng. Sebastian Kurz, người đã được chỉ định làm lãnh đạo của ÖVP chỉ năm tháng trước cuộc bầu cử, tuyên bố chiến thắng trong đêm bầu cử và được cho là có thể trở thành người đứng đầu trẻ nhất ở châu Âu. Tuy nhiên, đương kim hiệu trưởng Christian Kern, lãnh đạo đảng mạnh thứ 2, SPÖ, tuyên bố rằng ông sẵn sàng xem xét liên minh với FPÖ - mặc dù ông nói rằng khả năng liên minh như vậy là rất nhỏ.
Các cuộc thảo luận liên minh giữa ÖVP và FPÖ đã được chính thức công bố vào ngày 24 tháng 10 bởi Sebastian Kurz và Heinz-Christian Strache. Các đội đàm phán của cả hai bên đã được thành lập để làm việc trên một hợp đồng liên minh. Kurz dự định sẽ có một chính phủ mới vào đúng dịp lễ Giáng sinh.

## Bối cảnh
Lãnh đảo Đảng Bảo ÖVP Reinhold Mitterlehner từ chức ngày 10 tháng 5. Ngày 14 tháng 5, Bộ trưởng Bộ Ngoại giao và Hội nhập Sebastian Kurz đã nhất trí bầu lãnh đạo mới của ÖVP bởi uỷ ban đảng liên bang và kêu gọi một cuộc bầu cử nhanh chóng. Kurz đã công bố việc thành lập một danh sách độc lập (nhưng ÖVP-backed) cho cuộc bầu cử dưới tên "Danh sách Sebastian Kurz - Đảng Nhân dân mới", sẽ mở cho các chuyên gia không phải là ÖVP hoặc những người có liên quan khác.
Vào ngày 18 tháng 5, lãnh đạo Đảng Xanh Eva Glawischnig đã từ chức từ tất cả các văn phòng của mình, trích dẫn các lý do gia đình và sức khoẻ nhưng cũng gia tăng áp lực chính trị trong những tháng cuối cùng sau khi Xóa bỏ Đảng Xanh của Đảng, cũng như chiến dịch tranh cử đầy thử thách. Vào ngày 19 tháng 5, đảng Xanh đã nhất trí bầu lãnh đạo Đảng Tyrol của Ingrid Felipe làm lãnh đạo đảng mới của họ. Tuy nhiên, MEP Ulrike Lunacek đã được chọn làm ứng cử viên của đảng trong cuộc bầu cử năm 2017.
Ngày 14 tháng 6, Đảng Dân chủ Xã hội (SPÖ) tuyên bố rằng họ sẽ hủy bỏ lệnh cấm liên minh 30 năm với FPÖ cận kề bên dưới những điều kiện nhất định. "Giá trị la bàn của đảng" bao gồm một loạt các yêu cầu mà bất kỳ đối tác liên minh nào cũng phải hoàn thành, bao gồm cả việc có một chính sách thân Đức, cam kết mức lương tối thiểu là 1.500 Euro mỗi tháng, bình đẳng giới và duy trì quyền con người.
Ngày 27 tháng 6, đội Stronach thông báo rằng họ sẽ không tranh luận về cuộc bầu cử sau khi người sáng lập Frank Stronach quyết định ngừng tất cả các khoản đóng góp tài chính cho bữa tiệc và tuyên bố ý định rời khỏi chính trường.
Vào ngày 8 tháng 7, ứng cử viên tổng thống độc lập 2016 Irmgard Griss gia nhập một liên minh bầu cử với NEOS. Mặc dù không phải là thành viên của bữa tiệc và mặc dù không tham gia vào các cuộc bầu cử sơ bộ, cô đã được xếp thứ hai trong danh sách NEOS sau khi lãnh đạo đảng Matthias Strolz. Biện pháp này đã được chấp thuận bởi một số dư trong số các đại biểu tại một cuộc họp bên tại Vienna.
Ngày 14 tháng 7, cựu lãnh đạo FPÖ tại Salzburg Karl Schnell thông báo rằng ông sẽ chạy trong cuộc bầu cử với một danh sách gọi là "Freie Liste Österreich - Danh sách Tiến sĩ Karl Schnell (FLÖ)". Schnell đã có sự hỗ trợ của 3 nghị sĩ trong quốc hội và sẽ không cần nộp 2600 chữ ký để được vào cuộc bỏ phiếu.
Vào ngày 17 tháng 7, Đảng Dân chủ lâu năm và thành viên sáng lập Peter Pilz đã quyết định rời bỏ câu lạc bộ nghị viện. Vào ngày 25 tháng 6, đa số các đại biểu của Đảng Xanh tại một cuộc hội nghị đã bỏ phiếu không gia hạn địa điểm của ông trong danh sách đảng cho cuộc bầu cử. Pilz đã nhiều lần tuyên bố quan tâm đến việc chạy danh sách của riêng mình trong cuộc bầu cử. Vào ngày 25 tháng 7, ông trình bày danh sách mới của mình, Danh sách của Peter Pilz, trong một cuộc họp báo. Pilz đã có sự hỗ trợ của 4 nghị sĩ trong quốc hội và sẽ không cần nộp 2600 chữ ký để được vào cuộc bỏ phiếu.
Ngày 14 tháng 8, SPÖ đã kết thúc hợp tác với cố vấn bầu cử của Israel là Tal Silberstein (de) sau khi ông bị bắt ở Israel vì nghi ngờ rửa tiền và tham nhũng. Trong nhiều năm, Silberstein đã làm việc như một cuộc thăm dò ý kiến và tư vấn chiến lược chiến dịch thay mặt cho Đảng Dân chủ Xã hội.
Vào ngày 14 tháng 8, nam diễn viên người Áo nổi tiếng Roland Düringer đã thông báo rằng danh sách trừng phạt, chống lại sự thành lập của tôi Bỏ phiếu! (G! LT) thu thập được hơn 2600 chữ ký và sẽ xuất hiện trên lá phiếu tại mỗi tiểu bang.
Vào ngày 16 tháng Tám, liên minh bầu cử KPÖ + giữa Đảng Cộng sản Áo (KPÖ) và Young Greens (de) tuyên bố họ đã thu thập được hơn 2600 chữ ký và sẽ xuất hiện trên lá phiếu tại mỗi tiểu bang. Sau khi trục xuất khỏi Đảng Xanh vào tháng Năm, Young Greens gia nhập liên minh với Đảng Cộng sản.
Vào ngày 30 tháng 9, Tổng thư ký SPÖ và người quản lý chiến dịch Georg Niedermühlbichler đã từ chức, sau những phát hiện về một chiến dịch nội bộ SPÖ "bẩn" chống lại nhà lãnh đạo ÖVP Sebastian Kurz. Các trang web chiến dịch tiêu cực của Facebook đã được bắt đầu bởi cố vấn gây tranh cãi SPÖ Tal Silberstein, người đã bị sa thải bởi bữa tiệc một tháng trước đó. Trong những ngày sau những phát hiện và một trò chơi đổ lỗi về nguồn gốc và trách nhiệm trong vụ, ÖVP đã quyết định khởi kiện SPÖ và ngược lại.
Vào ngày 6 tháng 10, cố vấn PR và cựu trợ lý của Silberstein, Peter Puller, đã tuyên bố đã được ÖVP tặng 100.000 euro để đổi lấy thông tin nội bộ về chiến dịch bầu cử SPÖ, trích dẫn một cuộc gặp giữa ông và một quan chức của chiến dịch Kurz. ÖVP phủ nhận rằng bất kỳ chào hàng nào cũng được thực hiện.